# Nosphistia zonara
Genre
Espèce
Nosphistia zonara est une espèce néotropicale de lépidoptères de la famille des Hesperiidae, de la sous-famille des Pyrginae et de la tribu des Pyrrhopygini. 
Elle est l'unique représentante du genre monotypique Nosphistia.

## Description
L'imago de Nosphistia zonara est un papillon au corps noir, rayé de bandes poilues blanches sur le thorax, et à l'abdomen cerclé de blanc. Les ailes sont de couleur noire avec de grandes plages hyalines et une ornementation de lignes bleu clair métallisé le long du bord externe, qui, aux ailes antérieurs, se prolonge le long du bord interne et va rejoindre le bord costal.

## Distribution
Nosphistia zonara est présente en Colombie, en Équateur, au Pérou et au Brésil,.

## Taxonomie
L'espèce actuellement appelée Nosphistia zonara a été décrite par le naturaliste britannique William Chapman Hewitson en 1866 sous le nom initial de Pyrrhopyga[sic] zonara. Elle a pour synonymes :
- Pyrrhopyga[sic] perplexus Mabille, 1878
- Jemadia gigantea Röber, 1925

Le genre Nosphistia, dont N. zonara est l'unique espèce, a quant à lui été décrit en 1908 par les naturalistes français Paul Mabille et Eugène Boullet.

## Nom vulgaire
L'espèce est appelée Zonara skipper en anglais.